# Gigaton (álbum)
Gigaton es el undécimo álbum de la banda de rock estadounidense Pearl Jam, publicado el 27 de marzo de 2020. De este álbum salen los sencillos "Dance of the Clairvoyants" y "Superblood Wolfmoon".
Es el primer álbum de la banda luego de siete años desde la publicación de Lightning Bolt y tiene duración de 57:03 minutos, siendo así el más largo de la historia de la banda hasta la fecha. La lista de canciones fue confirmada el 20 de enero de 2020 y la última canción del álbum "River Cross" fue tocada en vivo en octubre del 2017 en el marco de un recital de la carrera solista de Eddie Vedder y también en un spot publicitario sobre la telefonía móvil 5G de la compañía de telecomunicaciones Verizon.

## Recepción
Las críticas de Gigaton son generalmente positivas
El escritor de Rolling Stone , Kory Grow, le dio al álbum una crítica positiva, calificándolo como 4 de 5 estrellas. Grow escribió que Gigaton es "un ejemplo admirable e inspirador de grunge adulto El escritor de Spin John Paul Bullock también fue positivo hacia el álbum, escribiendo: " Gigaton tiene algo para todos. Es un álbum complejo y dinámico lleno de emoción y humor sutil. Mojo , en otra crítica positiva, escribió: "Fuerte y suelto, político y personal, Pearl Jam tiene el equilibrio absolutamente correcto
Kerrang! el escritor George Garner le dio al álbum una partitura perfecta y escribió: "es el álbum más enfurecido de Pearl Jam desde 2006. Es su música más ingeniosa desde 1998. Y, en virtud de sus temas, es el más necesario de toda su carrera". Es, en definitiva, un triunfo ". Garner también señaló que Gigaton "a menudo avanza tan rápido que en la primera escucha es fácil pasar por alto los detalles que lo hacen tan especial"
The AV Club , Alex McLevy le dio al álbum una B, criticándolo por ser desigual, pero alabando a la banda por la experimentación musical y escribiéndolo, "se destaca en comparación con varios álbumes más recientes de Pearl Jam debido a la mejor relación de golpes a fallos en la mitad posterior El crìtico de Consequence of Sound Matt Melis, calificó el álbum como B +, señalando que las tres mejores canciones de Gigaton fueron "Superblood Wolfmoon", "Quick Escape" y "Retrograde"
Steve Lampiris de The Line of Best Fit llamó a Gigaton un álbum sólido y experimental, y le dio una puntuación de 8 sobre 10

## Grabación
La grabación del álbum inició en 2018, a lo que confesó el guitarrista de la banda Mike McCready al respecto: "Hacer este disco fue un largo viaje. Era emocionalmente oscuro y confuso a veces, pero también un mapa de ruta emocionante y experimental para la redención musical. La colaboración con mis compañeros de banda en Gigaton finalmente me dio un mayor amor, conciencia y conocimiento de la necesidad de una conexión humana en estos tiempos ".  El productor Josh Evans dijo que "Seven O'Clock" fue reconstruido a partir de diferentes partes de un atasco al principio de las sesiones de grabación, y luego con nuevos elementos más adelante. La voz de Eddie Vedder en la acústica en solitario "Comes Then Goes" fue capturada en la primera toma, mientras que el órgano de bombeo Vedder de la década de 1850 que tocó en la demostración de 2015 de "River Cross" se retuvo para la versión de estudio. "River Cross" es también la única canción que se realizó en vivo antes de ser grabada; Vedder lo ha tocado seis veces en sus conciertos en solitario a partir del Festival Ohana 2017.

## Listado de canciones
| N.º | Título                      | Duración |  |
| 1.  | «Who Ever Said»             | 5:11     |  |
| 2.  | «Superblood Wolfmoon»       | 3:49     |  |
| 3.  | «Dance of the Clairvoyants» | 4:26     |  |
| 4.  | «Quick Escape»              | 4:47     |  |
| 5.  | «Alright»                   | 3:44     |  |
| 6.  | «Seven O'Clock»             | 6:14     |  |
| 7.  | «Never Destination»         | 4:17     |  |
| 8.  | «Take The Long Way»         | 3:42     |  |
| 9.  | «Buckle Up»                 | 3:37     |  |
| 10. | «Comes Then Goes»           | 6:02     |  |
| 11. | «Retrograde»                | 5:22     |  |
| 12. | «River Cross»               | 5:53     |  |